# Kość biodrowa

Lewa kość biodrowa oznaczona numerem 2.

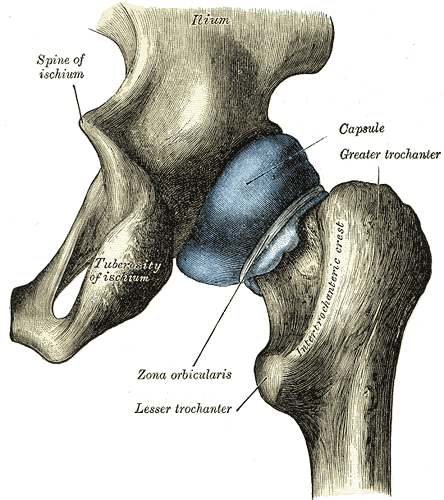
Kość biodrowa widoczna w górnej części ilustracji, podpisana Ilium

Kość biodrowa (łac. os ilium) – parzysta kość należąca do obręczy kończyny tylnej (pasa miednicowego) kręgowców czworonożnych, u większości z nich w rozwoju osobniczym zrastająca się z pozostałymi częściami kości miednicznej (kością łonową i kością kulszową).
Kość biodrowa człowieka do okresu pokwitania stanowi oddzielną kość, z kością łonową i kością kulszową połączoną chrząstką. U dorosłego człowieka stanowi już z nimi jedną całość – kość miedniczną, będąc jej największą, tylno-górną częścią. Składa się z talerza i trzonu, które na powierzchni wewnętrznej oddzielone są przez kresę łukowatą (linea arcuata). Trzon ma powierzchnię zewnętrzną i wewnętrzną, talerz zaś powierzchnię pośladkową (leżącą na zewnątrz) oraz krzyżowo-miedniczną (po stronie wewnętrznej). Na powierzchni pośladkowej talerza znajdują się trzy kresy pośladkowe: przednia, tylna i dolna. Ograniczają one miejsca przyczepu trzech mięśni pośladkowych: wielkiego, średniego i małego. Powierzchnia krzyżowo-miedniczna wytwarza dół biodrowy, ku tyłowi od którego znajduje się powierzchnia uchowata i guzowatość biodrowa. Dół biodrowy stanowi miejsce przyczepu mięśnia biodrowego. Powierzchnia uchowata pokryta jest chrząstką włóknistą i łączy się za pomocą stawu krzyżowo-biodrowego z powierzchnią uchowatą kości krzyżowej. Guzowatość biodrowa stanowi miejsce przyczepu mięśni: mięśnia najdłuższego, biodrowo-żebrowego lędźwi i wielodzielnego, a także więzadeł krzyżowo-biodrowych międzykostnych.
Talerz biodrowy od góry ograniczony jest przez zgrubiały brzeg – grzebień biodrowy, który rozpoczyna się kolcem biodrowym przednim górnym, a kończy kolcem biodrowym tylnym górnym. Na grzebieniu tym wyróżnia się wargę zewnętrzną, wargę wewnętrzną i będącą pomiędzy nimi kresę pośrednią. Na brzegu przednim talerza wyróżnia się kolec biodrowy przedni górny (ang. anterior superior iliac spine, ASIS) i kolec biodrowy przedni dolny (ang. anterior inferior iliac spine, AIIS). Na brzegu tylnym znajduje się kolec biodrowy tylny górny (ang. posterior superior iliac spine, PSIS) i kolec biodrowy tylny dolny (ang. posterior inferior iliac spine, PIIS) oraz wcięcie kulszowe większe.